# Église Santa Maria Apparente
L'église Santa Maria Apparente (Sainte-Marie-Apparente) est une église paroissiale baroque de Naples donnant sur le corso Vittorio Emanuele, non loin de l'église du Cénacle (qui en est une filiale). Elle dépend de l'archidiocèse de Naples.

## Histoire
L'église est fondée en 1581 par le père Filippo San Giorgio de Pérouse, franciscain réformé , pour abriter l'icône d'une Vierge qui se trouvait dans un édicule. Elle est bâtie selon les dessins de l'architecte Giovan Battista Cavagna; plus tard, le père Filippo lui adjoint un couvent. Une pierre murale atteste son nom en 1624, mais le peuple prend l'habitude de l'appeler Santa Maria a Parete. Le titre d'Apparente vient d'une tradition orale selon laquelle des pêcheurs pris dans une bourrasque en mer auraient vu une lumière provenant de la colline où se trouve aujourd'hui l'église, ce qui les aurait guidés pour rentrer à bon port et éviter le naufrage. 
L'église est agrandie en 1634 par le père Eugenio. Après le tremblement de terre de 1738, elle subit quelques dommages et les franciscains en profitent au cours de la restauration pour l'embellir avec un maître-autel de marbre et ils ajoutent deux niches pour abriter une statue de saint Joseph et une statue de saint Joachim.

## Description
L'édifice est construit en haut d'une majestueux escalier à double rampe et à deux niveaux. La façade est ornée de pilastres et surmontée d'un fronton brisé.
Le plan de l'église s'inscrit dans une croix grecque avec une coupole centrale à occuli. L'intérieur est finement décoré de stucs. On remarque sous l'orgue du XVIIe siècle les portraits des fondateurs; mais ce sont des copies, les originaux ayant été dérobés récemment.
Le tableau du maître-autel figure La Sainte Vierge avec saint Antoine et saint François de Giulio dell'Occa (1611). On y remarque dans le fond une belle représentation de la colline de Sant'Elmo. La deuxième chapelle à gauche possède une Crucifixion d'Onofrio Palumbo. À droite de l'entrée se trouve un tableau de Francesco di Maria représentant Samuel.
Les franciscains ont été expulsés en 1876 et leur couvent transformé en prison, jusqu'au début du XXe siècle. C'est aujourd'hui un immeuble d'appartements résidentiels.

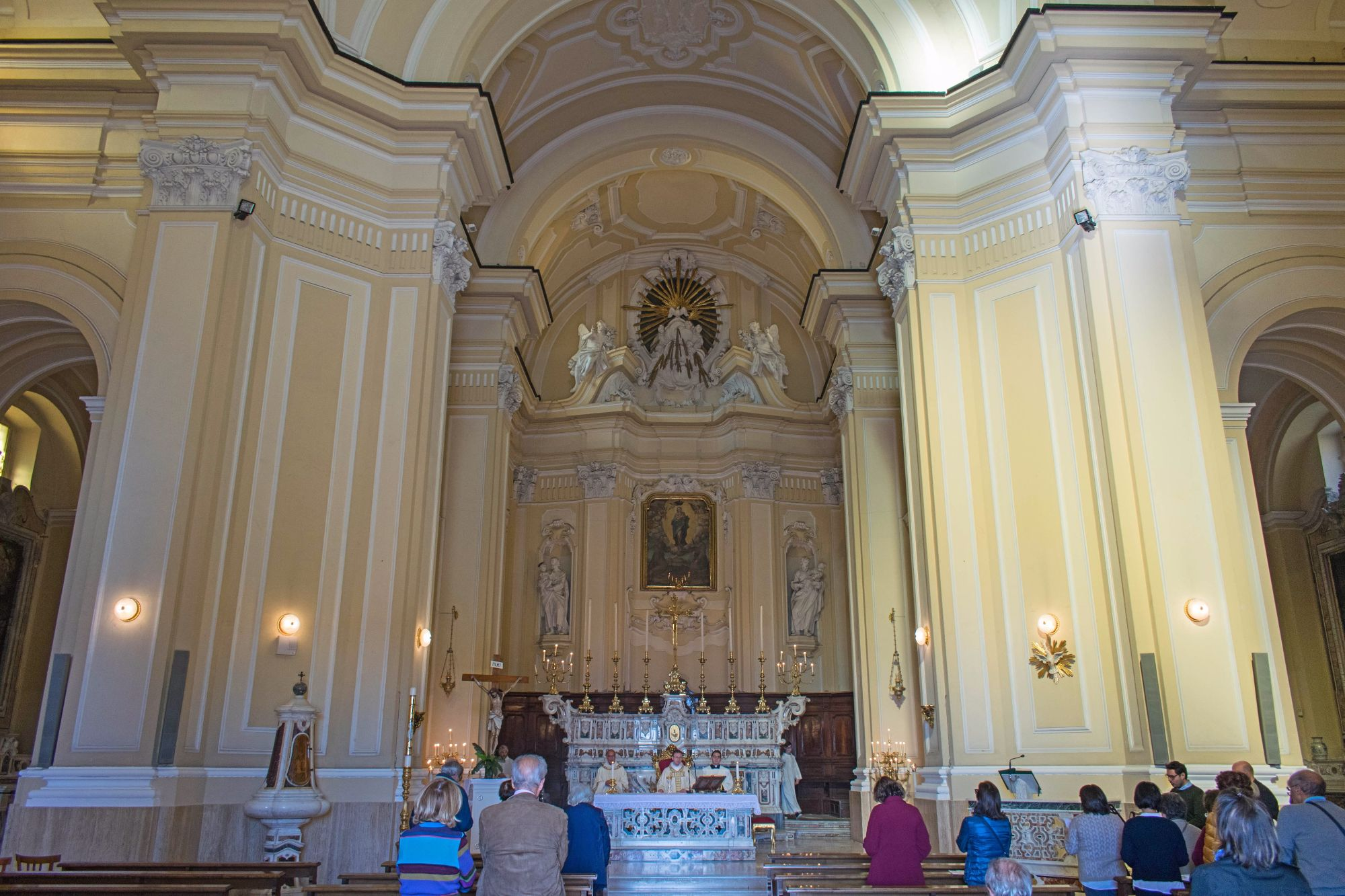
Interne.